# Pierre Pleimelding
Pierre Pleimelding (Laxou, 19 settembre 1952 – Colmar, 1º maggio 2013) è stato un allenatore di calcio e calciatore francese, di ruolo attaccante.

## Palmarès
- Campionato francese di seconda divisione: 2

Monaco: 1976-1977
Lilla: 1977-1978